# Reventador
Il Reventador è uno stratovulcano dell'Ecuador, ubicato approssimativamente a 90 km da Quito, tra le province Napo e Sucumbíos. È uno dei vulcani più attivi dell'arco vulcanico ecuadoriano, avendo avuto almeno 25 eruzioni dal 1541.

## Descrizione
L'esistenza del vulcano Reventador si riconobbe ufficialmente dopo l'esplorazione di J. H. Sinclair del 1929, grazie alla quale si ottennero descrizioni affidabili del vulcano e della sua ubicazione nella regione compresa tra i fiumi Coca, Salado e Dué. Le prime descrizioni delle eruzioni più recenti furono fatte da Hantke e Parodi (1966) e Hall (1977). Solo le due ultime eruzioni (dell'aprile 1976 e del novembre 2002) sono state descritte dettagliatamente.
L'ultima grande eruzione del Reventador, occorsa il 3 di novembre 2002, raggiunse un indice di esplosività vulcanica (VEI) di 4. A partire da quell'anno continua l'attività eruttiva, generando una grande quantità di segnali sísmici e di infrasuoni.
Il complesso vulcanico del Reventador è uno dei più lontani dalla cintura vulcanica interandina, nell'arco magmatico ecuadoriano. Si trova nella zona subandina a poca distanza della frangia di spinta della Cordillera Real, che è la più orientale delle due catene della sierra ecuadoriana. Questa è una zona geologicamente molto complessa delle Ande ecuadoriane, poiché è soggetta a grandi movimenti tettonici dovuti alla convergenza intracontinentale tra la cordigliera e la piattaforma amazzonica.

## L'eruzione del 2002

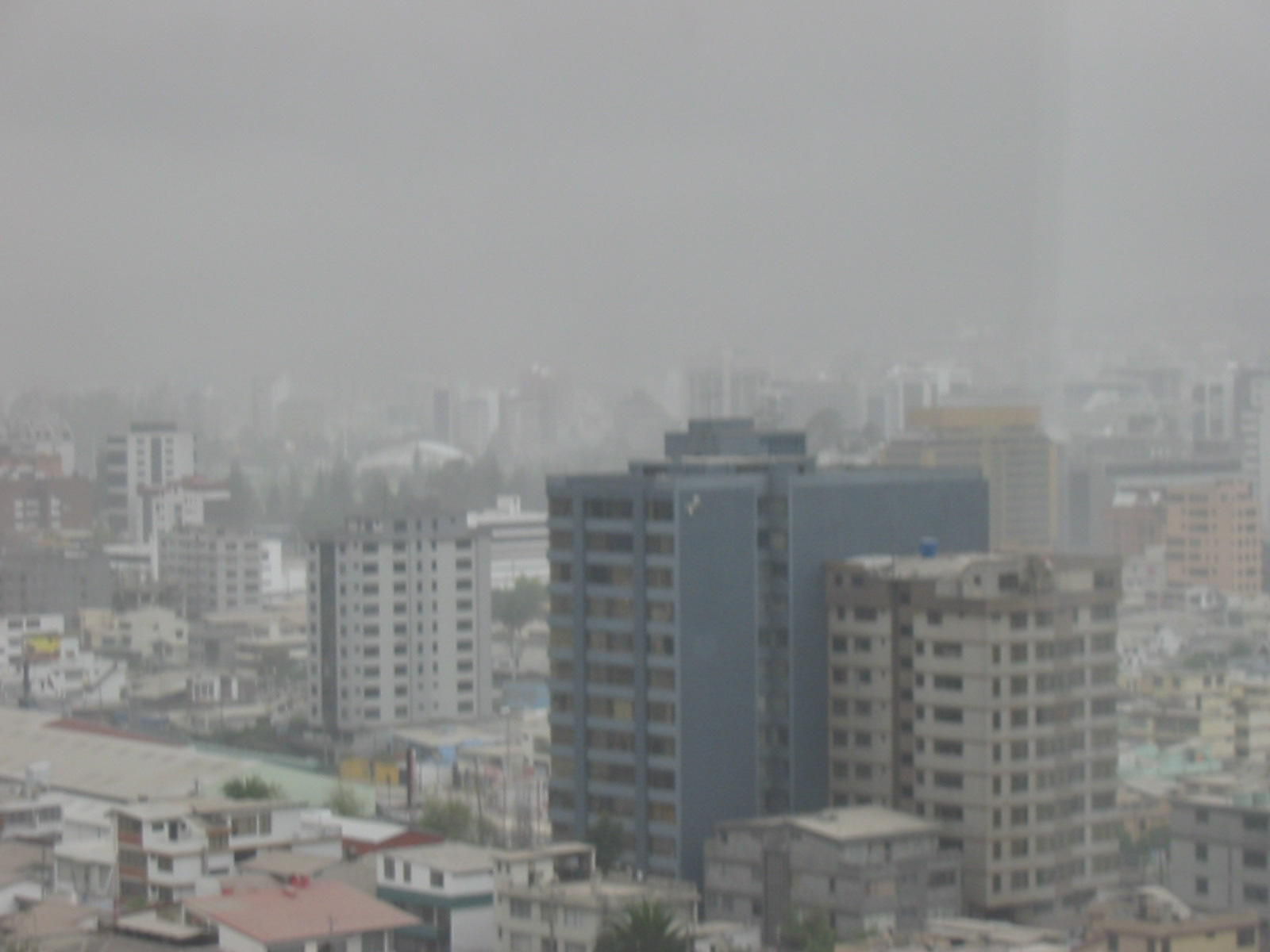
Quito avvolta dalla cenere del Reventador, nel 2002

Dopo 26 anni di quiete, il vulcano Reventador sperimentò un'eruzione che arrivò ad un indice di esplosività di 4, il 3 di novembre 2002.
Le stazioni sismiche situate a 14 e 24 km dal vulcano rilevarono una sismicità anomala solo 4 ore prima della conferma visuale dell'inizio dell'attività. Questa eruzione è considerata una delle più forti durante gli ultimi 100 anni in Ecuador.
Il precursore dell'eruzione fu un evento sismico occorso il 6 ottobre, quando si registrò un terremoto di magnitudo 4.1 della scala Richter, accompagnato da 9 scosse di minor entità, che si localizzarono leggermente ad ovest del vulcano. Il 20 ottobre, una guida e un piccolo gruppo di turisti che ascesero alla cima del cono vulcanico osservarono solamente una normale attività di fumarola. Le immagini satellitari non rilevarono nulla nelle settimane anteriori all'eruzione.
La colonna eruttiva si divise su due rotte differenti: il segmento inferiore ascese fino a 16 km, spostandosi poi a ovest-sud-ovest per la Valle Interandina con una velocità da 30 a 45 km/h quindi depositò a Quito uno strato di cenere spesso fino a 10 mm, causando ingenti danni alla capitale ecuadoriana. La colonna che si elevò oltre i 16 km di altezza andò invece verso est, arrivando nel sud-est della Colombia e nel nord-ovest del Brasile.

## Monitoraggio del vulcano
Il monitoraggio del Reventador viene effettuato da tre stazioni che trasmettono il segnale sísmico in tempo reale: CONE, CHARLY e LAV4, appartenenti all'Istituto Geofísico della scuola Politécnica Nacional.